# Опорная функция
Опорной функцией или опорным функционалом множества {\displaystyle M}, принадлежащего векторному пространству {\displaystyle V}, называется функция {\displaystyle s_{M}} на сопряжённом пространстве {\displaystyle V^{*}}, определяемая соотношением
{\displaystyle s_{M}(y)=\sup _{x\in M}y(x).}
Например, опорная функция единичного шара в нормированном пространстве {\displaystyle V} это норма на сопряжённом пространстве.

## Свойства
- Опорная функция всегда выпуклая, замкнутая и положительно однородная (первой степени).
- Оператор {\displaystyle s_{*}\colon M\to s_{M}} взаимно однозначно отображает совокупность выпуклых замкнутых множеств в {\displaystyle V} на совокупность выпуклых замкнутых положительно однородных функций, обратный оператор — не что иное, как субдифференциал (в нуле) опорной функции.
  - Именно, если {\displaystyle M} — выпуклое замкнутое подмножество в {\displaystyle V}, то {\displaystyle d(s_{M})=M}, и если {\displaystyle p} — выпуклая замкнутая однородная функция на {\displaystyle V^{*}}, то {\displaystyle s(dp(0))=p}.
- {\displaystyle s_{\lambda A}=\lambda s_{A}} если {\displaystyle \lambda \geq 0}.
- {\displaystyle s_{A+B}=s_{A}+s_{B}}, где {\displaystyle A+B} обозначает сумму Минковского
- {\displaystyle s_{A\cap B}=conv(\min\{s_{A},s_{B}\})} где {\displaystyle conv(f)} обозначает максимальную выпуклую функцию не превосходящую {\displaystyle f}.
- {\displaystyle s_{A\cup B}=s_{convA\cup B}=\max\{s_{A},s_{B}\}} где {\displaystyle convX} обозначает выпуклую оболочку {\displaystyle X}.